# Všeruby (okres Domažlice)
Všeruby (německy Neumark) jsou městys v okrese Domažlice v Plzeňském kraji. Nachází se v průsmyku mezi horou Jezvinec a podhůřím Českého lesa ležícím mezi Kdyní a městem Furth im Wald. Žije zde 795 obyvatel.

## Název
Název městyse je pravděpodobně odvozen od slovesa rubat ve významu ves všerubů, tj. lidí, kteří rubali. V historických pramenech se jméno objevuje ve tvarech: Neymark (1586), na Najmarce (1628), Naymarkh (1650), Neumarkh (1697), Neumarkt a Wsseruby (1789), Neumark (1839), Nový trh a Neumarkt (1848) a úředně Všeruby nebo německy Neumark (1854).

## Historie

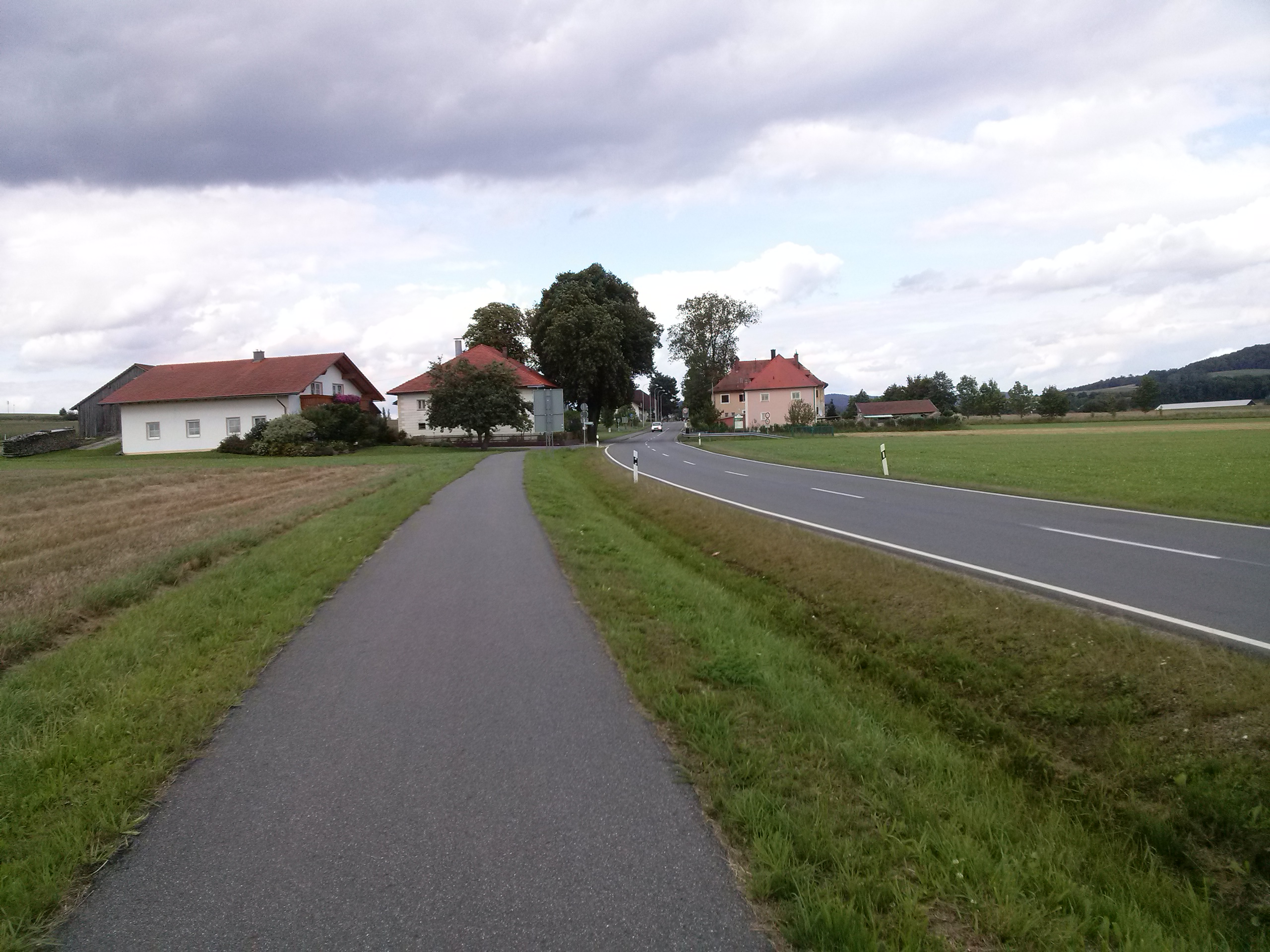
Hraniční přechod u Všerub (pohled z bavorské strany)

Do Všerubského průsmyku je kladena bitva u Brůdku svedená v roce 1040 mezi vítězným českým knížetem Břetislavem I. a německým císařem Jindřichem III.

## Přírodní poměry
Všerubský průsmyk je rovněž zeměpisným předělem mezi Šumavou a Českým lesem. Od 1. července 1990 je znovu otevřen hraniční přechod Všeruby–Neuaign pro pěší a automobilovou dopravu.

## Obyvatelstvo
| Rok            | 1869  | 1880  | 1890  | 1900  | 1910  | 1921  | 1930  | 1950  | 1961 | 1970  | 1980 | 1991 | 2001 | 2011 | 2021 |
| -------------- | ----- | ----- | ----- | ----- | ----- | ----- | ----- | ----- | ---- | ----- | ---- | ---- | ---- | ---- | ---- |
| Počet obyvatel | 3 340 | 3 419 | 3 076 | 2 965 | 3 010 | 2 893 | 2 773 | 1 146 | 950  | 1 027 | 931  | 833  | 856  | 796  | 744  |
| Počet domů     | 474   | 499   | 506   | 503   | 502   | 504   | 531   | 454   | 215  | 211   | 207  | 223  | 245  | 256  | 274  |

## Správa městyse
Obci byl 11. března 2008 obnoven status městyse.

### Části městyse
- Všeruby (k. ú. Všeruby u Kdyně)
- Brůdek (i název k. ú.)
- Hájek (k. ú. Hájek u Všerub)
- Hyršov (i název k. ú.)
- Chalupy (i název k. ú.)
- Kosteliště (k. ú. Myslív u Všerub)
- Maxov (i název k. ú.)
- Pláně (k. ú. Pláně na Šumavě)
- Pomezí (k. ú. Pomezí na Šumavě a Sruby na Šumavě)
- Studánky (k. ú. Studánky u Všerub)

#### Územní příslušnost obce Pláně a Sruby
- k 1. lednu 1948 patří obec Pláně do správního okresu Klatovy, soudní okres Nýrsko, poštovní úřad Všeruby u Kdyně, stanice sboru národní bezpečnosti Chudenín, železniční stanice a nákladiště Kdyně. Státní statistický úřad v Praze uvádí, že k 22. květnu 1947 bylo v obci Pláně sečteno 27 přítomných obyvatel.[8]
- k 1. lednu 1948 patří obec Sruby do správního okresu Klatovy, soudní okres Nýrsko, poštovní úřad Všeruby u Kdyně, stanice sboru národní bezpečnosti Chudenín, železniční stanice a nákladiště Kdyně. Státní statistický úřad v Praze uvádí, že k 22. květnu 1947 bylo v obci Sruby sečteno 58 přítomných obyvatel.[8]
- k 1. únoru 1949 patří obec Pláně do okresu Domažlice, kraj Plzeňský[9][10]
- k 1. únoru 1949 patří obec Sruby do okresu Domažlice, kraj Plzeňský[9][10]
- k 1. lednu 1950 mají obce Pláně a Sruby matriční úřad u Místního národního výboru Všeruby[11]
- k 1. lednu 1951 patří obce Pláně a Sruby pod správu Místního národního výboru Hyršov.[12]
- k 1. červenci 1952 má obec Pláně místní národní výbor, obec Sruby již není uvedena v Seznamu obcí 1952[13]
- k 1. lednu 1955 jsou Pláně částí obce Hyršov, okres Domažlice, kraj Plzeňský,  obec Sruby je vedena jako zaniklá[14]
- k 1. červenci 1960 má obec Hyršov v okrese Domažlice, kraj Západočeský, tyto části : 1. Hyršov, 2. Chalupy, 3. Pláně, 4. Pomezí[15]

#### Územní příslušnost obce Myslív a osady Kosteliště
- k 1. lednu 1948 patří obec Myslív a osada Kosteliště do správního okresu Domažlice, soudní okres Kdyně, poštovní úřad Všeruby u Kdyně, stanice sboru národní bezpečnosti Všeruby, železniční stanice a nákladiště Kdyně. Státní statistický úřad v Praze uvádí, že k 22. květnu 1947 bylo v obci Myslív sečteno 85 přítomných obyvatel[16]
- k 1. únoru 1949 patří obec Myslív a osada Kosteliště do okresu Domažlice, kraj Plzeňský[17]
- k 1. lednu 1950 patří obec Myslív pod matriční úřad Místního národního výboru Všeruby[18]
- k 1. červenci 1952 patří osada Kosteliště pod obec Všeruby, obec Myslív není již v seznamu obcí uvedena[19]
- k 1. lednu 1955 je obec Myslív vedena jako zaniklá[20]

### Symboly městyse
Znak městyse je historický, vlajka byla městysi udělena rozhodnutím předsedy Poslanecké sněmovny Parlamentu České republiky dne 15. dubna 2010.

## Sport a kultura
Ve Všerubech jsou otevřeny tři restaurace, Pension Všeruby, obchod se smíšeným zbožím, pošta, dále je zde mateřská a základní škola. V posledních letech zde byla vybudována čistírna odpadních vod a obec byla plynofikována. Zeměpisná poloha v kombinaci s přírodou nabízí především rozvoj turistiky a služeb s tímto odvětvím spojených. Hlavní sportovní činností v obci je fotbal, dále pak hasičský sport, hokej a šipky. Při návštěvě obce lze využít tenisové kurty v místním penzionu.

## Pamětihodnosti
Kostel svatého Archanděla Michaela byl založen v roce 1628 a dokončen v roce 1650. Kostel byl rekonstruován po požáru v roce 1852 a nově opraven v letech 1990–1991. Na prostranství před kostelem se nachází pamětní deska pobytu spisovatelky Boženy Němcové (1847–1848). V rohu hřbitova je náhrobek Jiřího Leopolda Weisla, lékaře a milovníka regionální historie. Weisl sepsal již v roce 1848 jako první práci o chodském procesu mezi Chody a Wolfem Maxmiliánem Lamingenem z Albenreuthu. Historické údaje získal ze stadionského archivu v Koutě na Šumavě.

## Osobnosti
Narodil se zde válečný zločinec Siegfried Zoglmann.

## Další fotografie

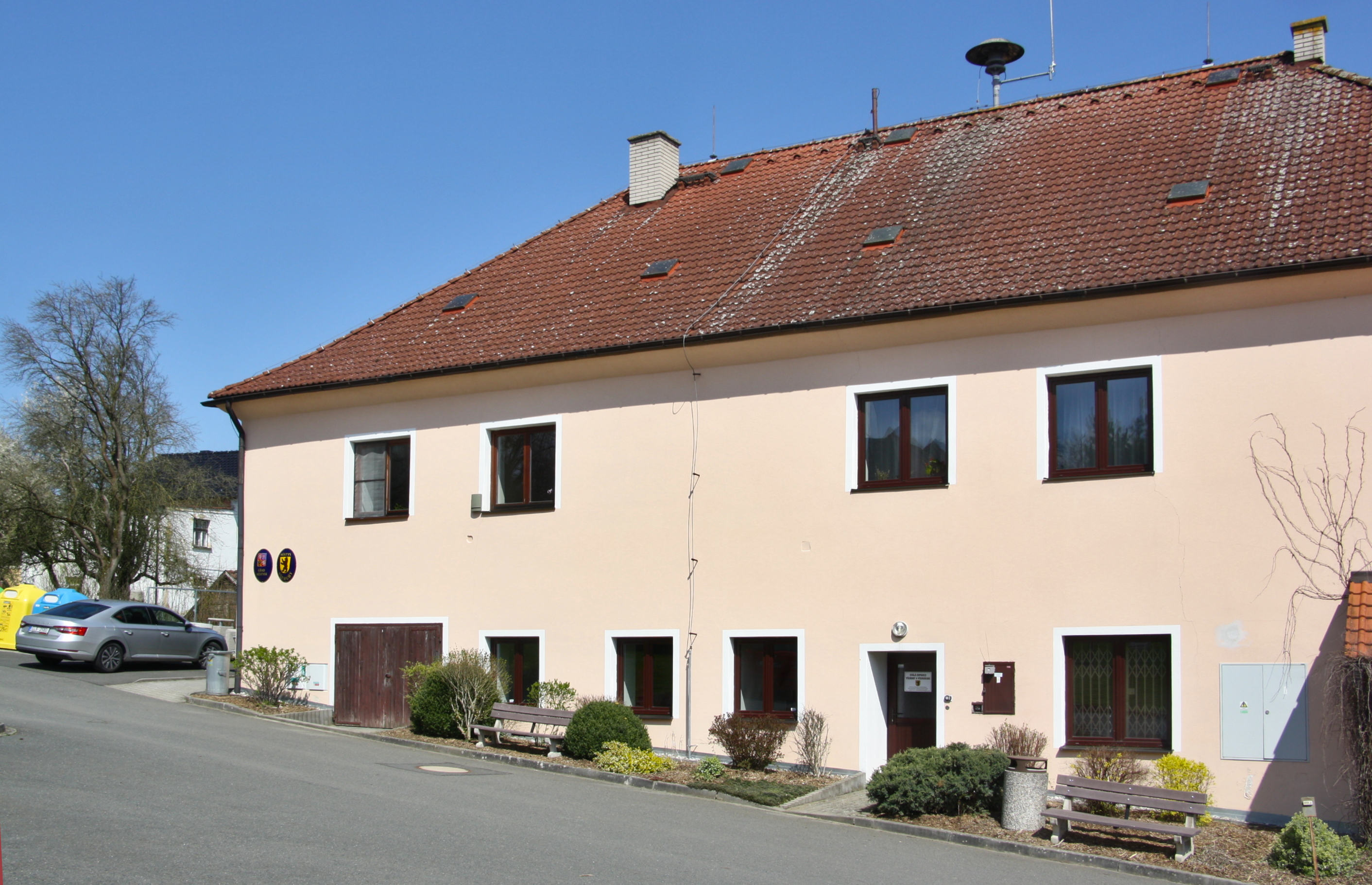
Obecní úřad a pošta
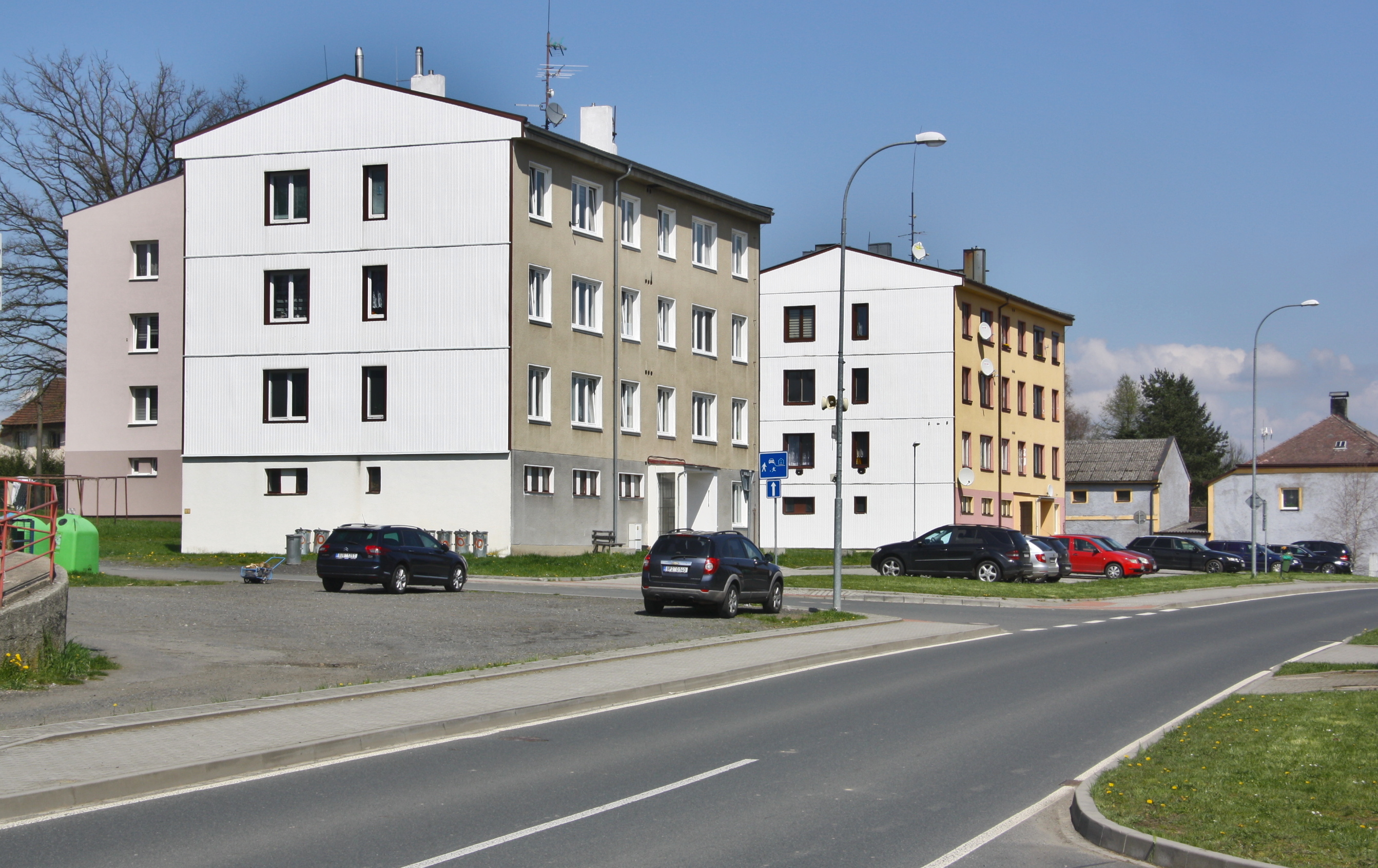
Bytovky u hlavní silnice
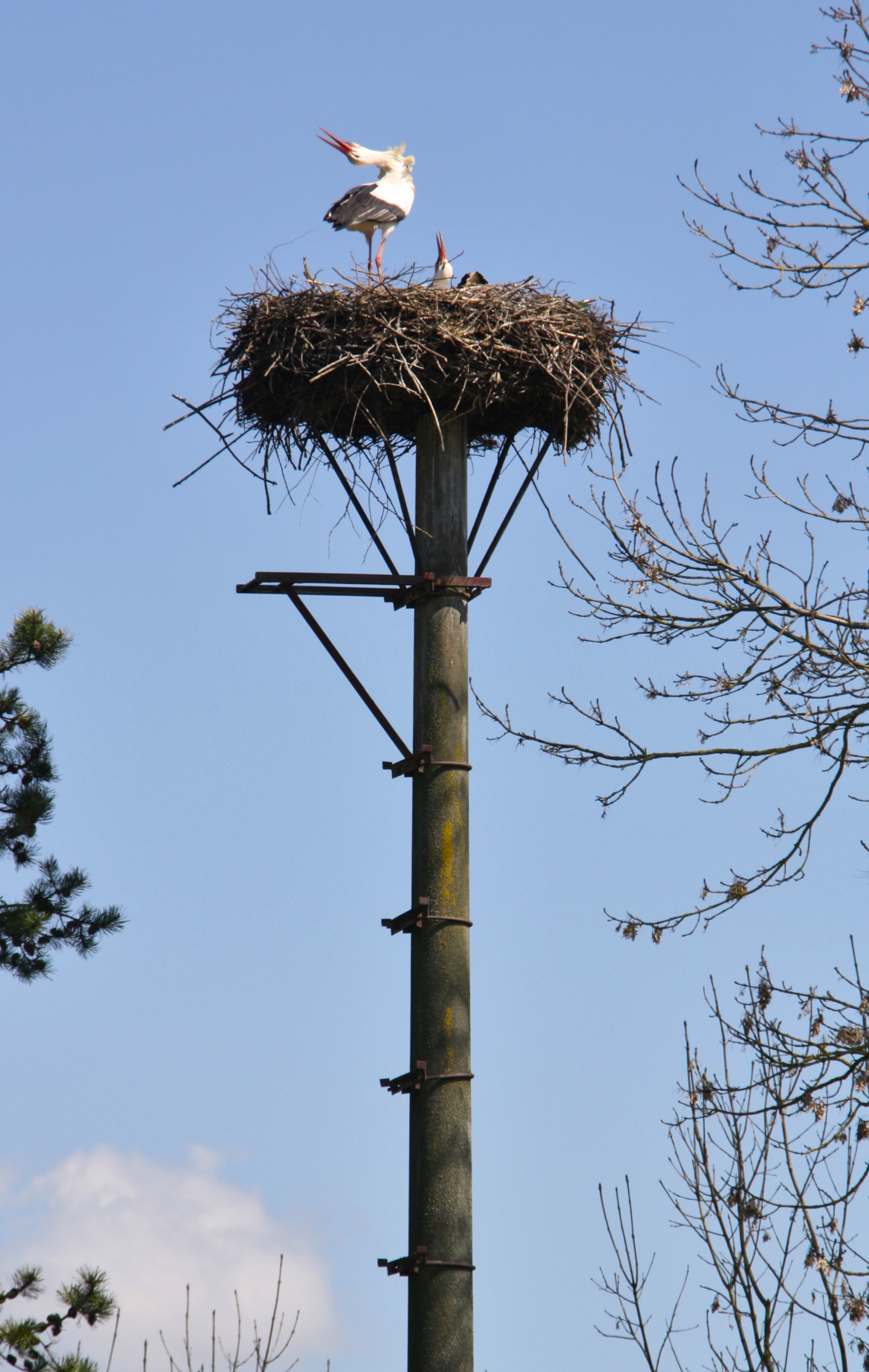
Hnízdo pro čápy
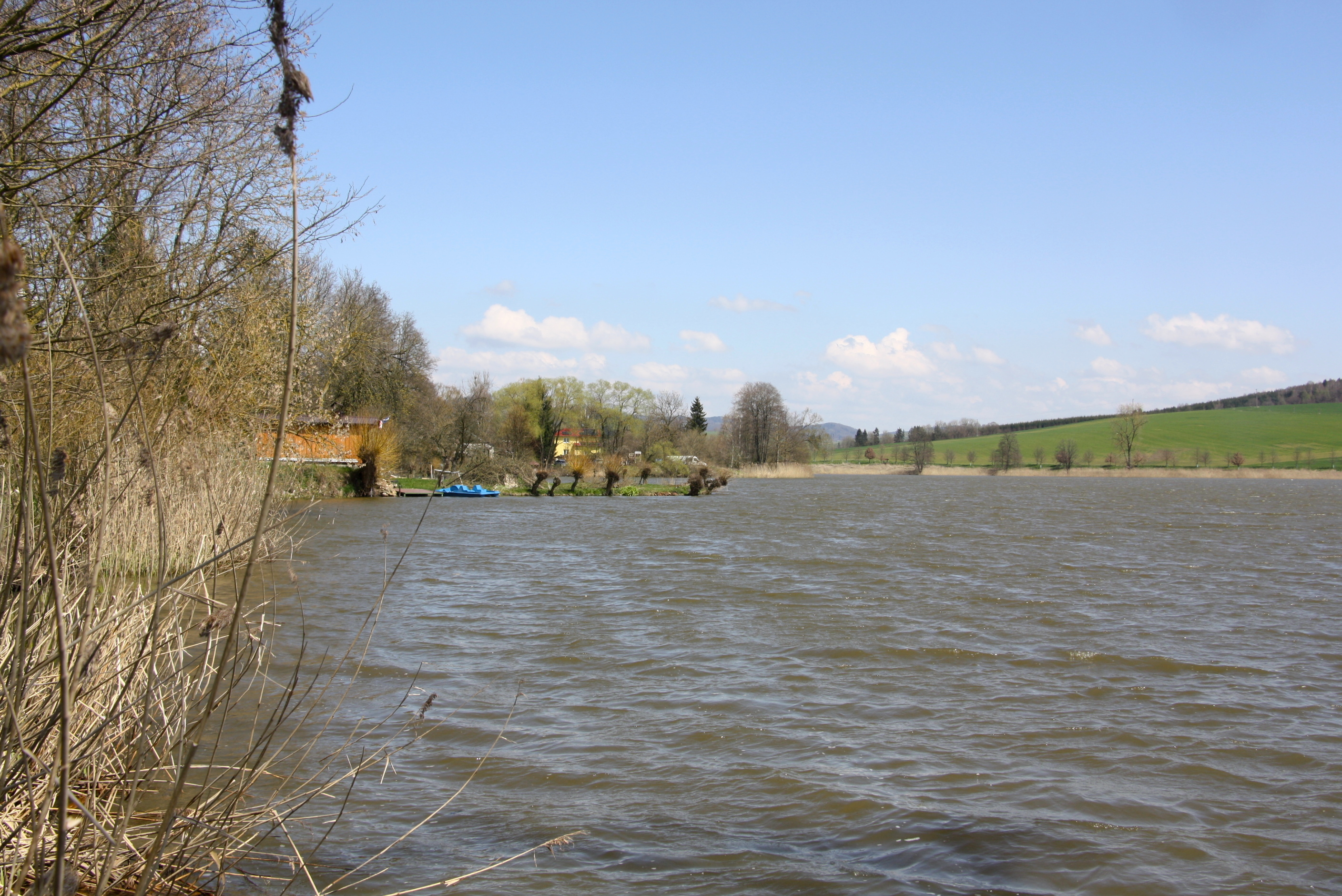
Všerubský rybník